# Jordany Hernández
Jordany Hernández – gwatemalski zapaśnik walczący w stylu wolnym. Zdobył brązowy medal na mistrzostwach panamerykańskich w 2006 roku.